# Le Melorie
Le Melorie è una località del comune italiano di Ponsacco, nella provincia di Pisa, in Toscana.

## Geografia fisica
La località delle Melorie è situata in Valdera, nella piana tra lo scolmatore dell'Arno a nord-ovest e i fiumi Era e Cascina ad est.
Le Melorie confinano a nord con Santa Lucia e Pontedera, a est con Ponsacco, a sud con Perignano e ad ovest con Gello e Lavaiano. Saldata senza soluzione di continuità all'abitato di Ponsacco, Le Melorie distano dal capoluogo provinciale Pisa circa 25 km.

## Storia
La località delle Melorie risulta già abitata in età antica e nel VI secolo a.C. si sviluppa qui un centro abitato etrusco la cui frequentazione durerà anche nei secoli successivi. Localizzato presso il podere Sant'Eugenio, il villaggio era da condiserarsi di notevole estensione e risulta frequentato sino all'età ellenistica (IV secolo a.C.). Alcuni scavi nella zona hanno permesso il ritrovamento di numerosi reperti, come anfore, coppe e oinochoe di bucchero, olle e dolii d'impasto. Il centro abitato venne poi affiancato in epoca classica da altri piccoli insediamenti che vertevano su di esso localizzati al podere Casanova e al Casone di Gello.
In epoca romana, la località era attraversata dal decumano, che la collegava a Ponsacco, all'interno di una prima centuriazione del territorio: se ne trovano ancora delle tracce e alcuni toponimi (Rospicciano, Curigliana, Valeriano) presentano un'etimologia di origine romana secondo il fenomeno dei prediali. Altre ricerche hanno permesso l'individuazione di una monumentale fattoria romana dotata di fornace.
Le Melorie si sviluppò quindi come centro a vocazione agricola e rimangono testimonianze di alcune strutture fortificate medievali nel vecchio edificio turrito in laterizio databile tra il XIII e il XVI secolo.
Il territorio rimase tuttavia a carattere rurale fino all'età contemporanea, quando nel corso del XX secolo, in seguito alla realizzazione della strada che collega Ponsacco con Fornacette nel secondo dopoguerra, la località si ritrovò a subire un forte processo di urbanizzazione. La località fu scelta per ospitare un'area artigianale del comune e contava solamente 67 abitanti nel 1961. Caciagli scrive nel 1972 che il paese «è già caratterizzato da numerosi edifici industriali, che si impongono all'attenzione per il loro audace e moderno aspetto architettonico». Con la realizzazione di una grande area residenziale e l'istituzione di una parrocchia autonoma (San Bartolomeo apostolo) nel 2001, la località arriva ad inglobare le piccole località abitate di Gabbiano e I Poderi, formando un unico centro abitato saldato a Ponsacco e all'area industriale di Gello senza soluzione di continuità e con circa 2 600 abitanti.

## Economia
Insieme a Ponsacco fa parte della grande rete di industrie che per la maggior parte si occupa di artigianato dedite soprattutto ai mobili e all'arredamento, attività per cui Ponsacco è rinomata.

## Infrastrutture e trasporti
Il centro della località si sviluppa lungo la strada provinciale 23 che collega Ponsacco con Fornacette attraversando la grande area industriale pontederese di Gello. Inoltre presso l'ingresso nord dell'abitato, è situato lo svincolo Pontedera-Ponsacco della strada di grande comunicazione Firenze-Pisa-Livorno ed è inoltre possibile congiungersi con la strada regionale 439 Sarzanese-Valdera.